# VA Cattaro
El VA Cattaro (Vaterpolo akademija Cattaro) és un club de waterpolo de la ciutat de Kotor, a Montenegro.
L'Acadèmia de waterpolo de Kataro va ser fundada per membres de la família Vičević el 2000. Els primers anys només treballàvem amb les categories de joves, però des del 2008, Kataro també compta amb un equip sènior, que dos anys més tard es va proclamar campió de la Copa LEN davant del RN Savona italià.

## Palmarès
- Copa LEN
  - Campions (1): 2009-10
- Supercopa d'Europa
  - Finalistes (1): 2010